# Kirsten Jensen (femme politique)
Pour les articles homonymes, voir Kirsten Jensen et Jensen.
Kirsten Jensen, née le 11 mars 1961 à Esbønderup, est une femme politique danoise.
Membre de la Social-démocratie, elle siège au Parlement européen de 1989 à 1999.